# Cometa Ikeya-Seki
Há dois cometas Ikeya-Seki: C/1965 S1 (este), e C/1967 Y1, também conhecido como 1968 I e 1967n.

Cometa Ikeya-Seki, formalmente designado C/1965 S1, 1965 VIII e 1965f, foi um cometa de longo período descoberto independentemente por Kaoru Ikeya e Tsutomu Seki. Observado pela primeira vez como um tênue objeto telescópico em 18 de setembro de 1965, os primeiros cálculos de sua órbita sugeriram que, em 21 de outubro, ele passaria a apenas 450.000 km (279.617 mi) da superfície do Sol e provavelmente se tornaria extremamente brilhante.
Cometas podem desafiar tais previsões, mas o Ikeya-Seki se comportou como esperado. À medida que se aproximava do periélio, os observadores relataram que ele era claramente visível no céu diurno ao lado do Sol. No Japão, onde atingiu o periélio ao meio-dia local, foi visto brilhando com magnitude −10. Provou ser um dos cometas mais brilhantes vistos nos últimos mil anos e é às vezes conhecido como o "Grande Cometa de 1965".
O cometa foi visto se quebrando em três pedaços pouco antes de sua passagem pelo periélio. Os três pedaços continuaram em órbitas quase idênticas, e o cometa reapareceu no céu matutino no final de outubro, mostrando uma cauda muito brilhante. No início de 1966, ele desapareceu de vista à medida que se afastava para o Sistema Solar externo.
Ikeya-Seki é um membro dos cometas rasantes Kreutz, que se acredita serem fragmentos de um grande cometa que se desintegrou em 1106.

## Descoberta e história observacional

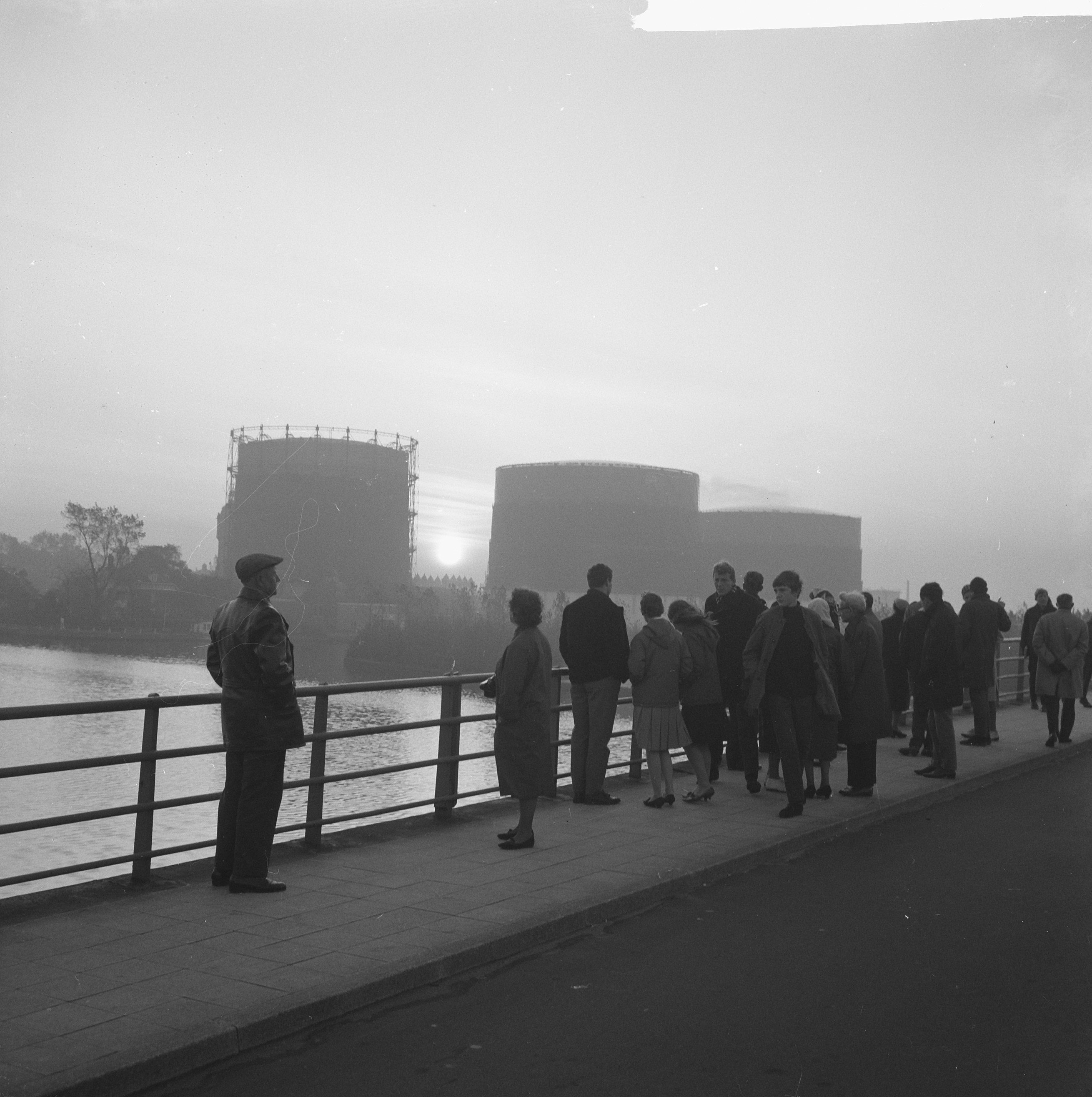
Observadores em Amsterdam aguardando a aparição do cometa em 21 de outubro de 1965.

O Cometa Ikeya-Seki foi descoberto independentemente em 18 de setembro de 1965 pelos astrônomos amadores japoneses Kaoru Ikeya e Tsutomu Seki com uma diferença de aproximadamente 15 minutos entre eles. A recente passagem de um tufão proporcionou condições favoravelmente claras para identificar o cometa. Ao ser descoberto, o cometa era um objeto de 8ª magnitude visualmente localizado 10° a oeste de α Hydrae, movendo-se para leste no céu a cerca de 1° por dia; a aceleração do cometa e o aumento significativo de brilho foram observados logo depois. Com base em estimativas preliminares da órbita do Ikeya-Seki, Fred Whipple do Smithsonian Astrophysical Observatory conjecturou que o Ikeya-Seki era um cometa rasante. Cálculos subsequentes e mais precisos das propriedades orbitais do cometa mostraram uma grande semelhança entre Ikeya-Seki e o Grande Cometa de 1882, incluindo o periélio calculado de 0,0079 AU (1,2 milhão de km, 0,7 milhão de mi). À medida que se aproximava do periélio, a curva de luz do Ikeya-Seki também era semelhante à do cometa de 1882. O cometa brilhou até a magnitude +4 em 7 de outubro, com uma cauda se estendendo por mais de 1° de comprimento. Em meados de outubro, a cauda se estendia por 10° de comprimento. A aproximação do cometa ao Sol visualmente colocou o cometa em altitudes cada vez mais baixas e céus mais brilhantes, levando a uma maior dificuldade em estimar o brilho do cometa à medida que o periélio se aproximava. No entanto, a luminosidade crescente de Ikeya-Seki permaneceu aparente; no Hemisfério Sul, onde a visibilidade do cometa era mais favorável por volta do periélio, os observadores relataram que Ikeya-Seki estava tão brilhante quanto a magnitude 0 em 18 de outubro. O cometa brilhou consideravelmente nas 60 horas após 18 de outubro. Em 20 de outubro, o cometa tornou-se facilmente visível a olho nu durante o dia. Ikeya-Seki continuou a brilhar à medida que o periélio se aproximava, tornando-se comparável em brilho à lua cheia. O cometa também projetou uma cauda ligeiramente curva; 2° da cauda eram suficientemente visíveis a olho nu com a obstrução manual do Sol.
Em outubro-novembro de 1965, a observação foi conduzida a partir de Mauna Kea, Havaí. Uma das principais descobertas deste estudo foi a documentação do rápido aumento de brilho do cometa e a detecção da fragmentação em seu núcleo. As imagens obtidas forneceram evidências da intensa interação do cometa com a radiação solar e seus efeitos na estrutura física do cometa.
Ikeya-Seki atingiu o periélio às 21:18 UTC em 21 de outubro. Visto da Terra, o cometa e o Sol estavam separados por apenas alguns minutos de arco. As observações indicaram que o núcleo do cometa começou a se fragmentar próximo ao momento do periélio, com observadores japoneses notando dois pequenos fragmentos desprendendo-se do núcleo principal que evaporaram logo depois. O cometa enfraqueceu após o periélio à medida que se afastava do Sol, com a coma diminuindo para magnitude +3 até 26 de outubro. No entanto, sua cauda se alongou, atingindo um comprimento de pelo menos 15° até 26 de outubro e chegando a um máximo de quase 30° no início de novembro de 1965. Enquanto o núcleo fragmentado do Ikeya-Seki permanecia próximo, até 6 de novembro, dois componentes principais tornaram-se visualmente distintos tanto em separação quanto em brilho. Embora a coma do cometa tenha diminuído para magnitude 7,4 até 27 de novembro, uma cauda de 10° ainda era visível a olho nu. O cometa enfraqueceu abaixo da visibilidade a olho nu no início de dezembro. Os dois componentes do núcleo fraturado do Ikeya-Seki permaneceram aparentes com separação visual crescente, afastando-se a aproximadamente 14 m/s (31 mph); um era mais brilhante, mas mais difuso em aparência do que o outro. A extrapolação das posições observadas dos dois núcleos calculada por Zdenek Sekanina sugeriu que os núcleos se separaram em 26 de outubro. Cálculos semelhantes de H. Pohn do United States Geological Survey indicaram 26 de outubro como a data de separação, embora Sekanina acreditasse que o cálculo de Pohn usou fragmentos cometários diferentes. Em 1965, os dois fragmentos estavam separados por quase um minuto de arco completo. Embora o brilho de Ikeya-Seki tenha se aproximado do Grande Cometa de 1882, Ikeya-Seki enfraqueceu muito mais rapidamente após o periélio; enquanto o cometa de 1882 foi observado por até oito meses após o periélio, as últimas fotografias de Ikeya-Seki foram tiradas antes de meados de fevereiro de 1965, após o qual o cometa ficou mais fraco que a magnitude +13. Ikeya-Seki era indistinguível em uma exposição de 60 segundos usando um telescópio refletor de 40 polegadas no United States Naval Observatory Flagstaff Station em meados de março de 1966.

## Estrutura e composição

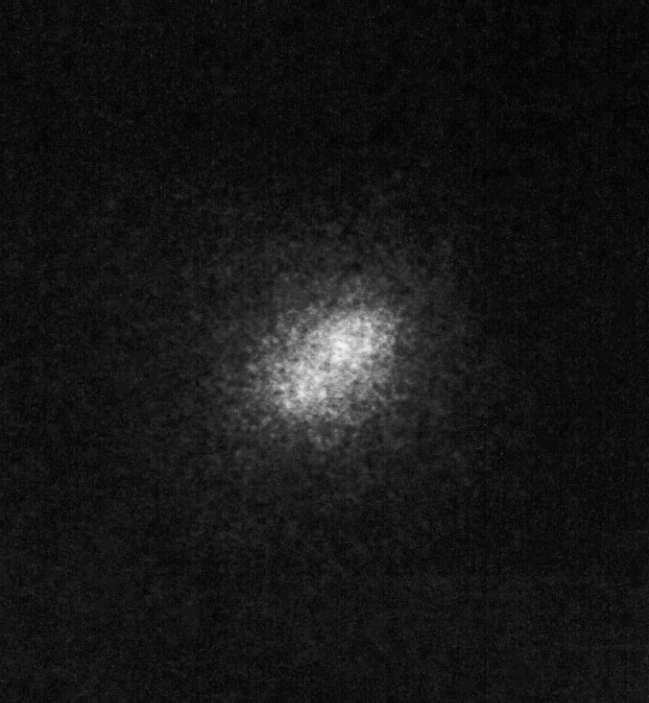
Uma exposição de 6 minutos do núcleo de Ikeya-Seki em 6 de novembro de 1965, resolvendo vagamente os dois componentes principais do núcleo fraturado do cometa.

Observações obtidas pelo telescópio solar McMath-Pierce no Observatório Nacional de Kitt Peak detectaram linhas de emissão associadas a cálcio ionizado, cromo, cobalto, cobre, ferro, manganês, níquel, sódio, vanádio e cianeto na coma do Ikeya-Seki. As propriedades das linhas de ferro e níquel ionizados sugeriram que o Ikeya–Seki atingiu uma temperatura efetiva de cerca de 4800 K próximo ao periélio.

## Campanhas de observação
O periélio do cometa apresentou uma oportunidade única para observações astrofísicas de um cometa brilhante passando extremamente perto do Sol. Além disso, a orientação da órbita do cometa em relação à Terra era praticamente ideal para a observação. Vários observatórios – incluindo o Observatório Nacional de Kitt Peak, o Observatório Lick e o Observatório de Haute-Provence – realizaram observações espectrográficas do cometa perto do periélio, documentando fortes linhas de emissão associadas a cálcio ionizado, ferro, sódio e outros metais. Espectrogramas também foram obtidos por um foguete lançado do White Sands Missile Range para observar o cometa em ultravioleta. Um par de lançamentos de foguetes de Wallops Island destinados a fornecer dados semelhantes não teve sucesso. Esforços no MIT e em Harvard para detectar emissão de rádio do cometa não tiveram resultados positivos. Um avião Convair 990 operado pela NASA no Havaí e um Boeing 707 com cientistas do Laboratório Nacional de Los Alamos também estiveram envolvidos em esforços de observação direcionados ao Ikeya-Seki. A missão Gemini 6A também tentaria fazer observações do cometa até que a perda do veículo alvo Agena levou ao cancelamento da missão original. Elizabeth Roemer comentou sobre a amplitude dos dados observacionais na revista científica Publications of the Astronomical Society of the Pacific que "não há dúvida de que a aparição do Cometa Ikeya-Seki será um marco na física cometária."

## Galeria

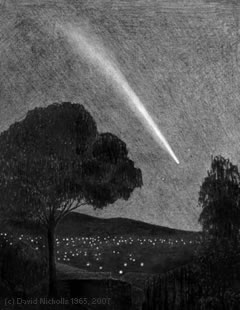
Cometa Ikeya-Seki, visto de Camberra, 31 de outubro de 1965. Desenho de David Nicholls.
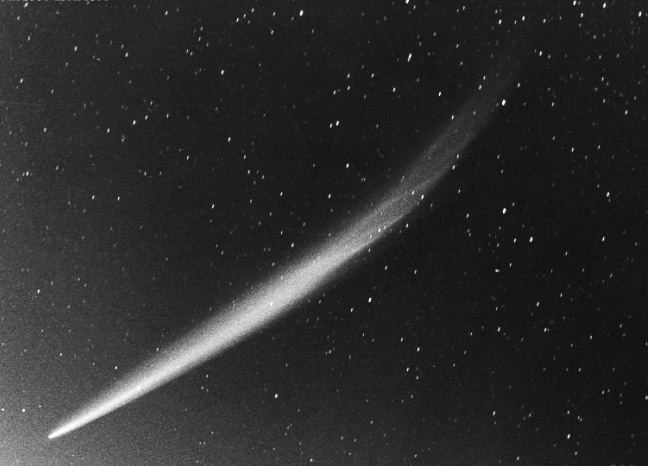
Cometa Ikeya-Seki, 30 de Outubro de 1965. Foto de James W. Young (TMO/JPL/NASA)